# Jacques Rupnik

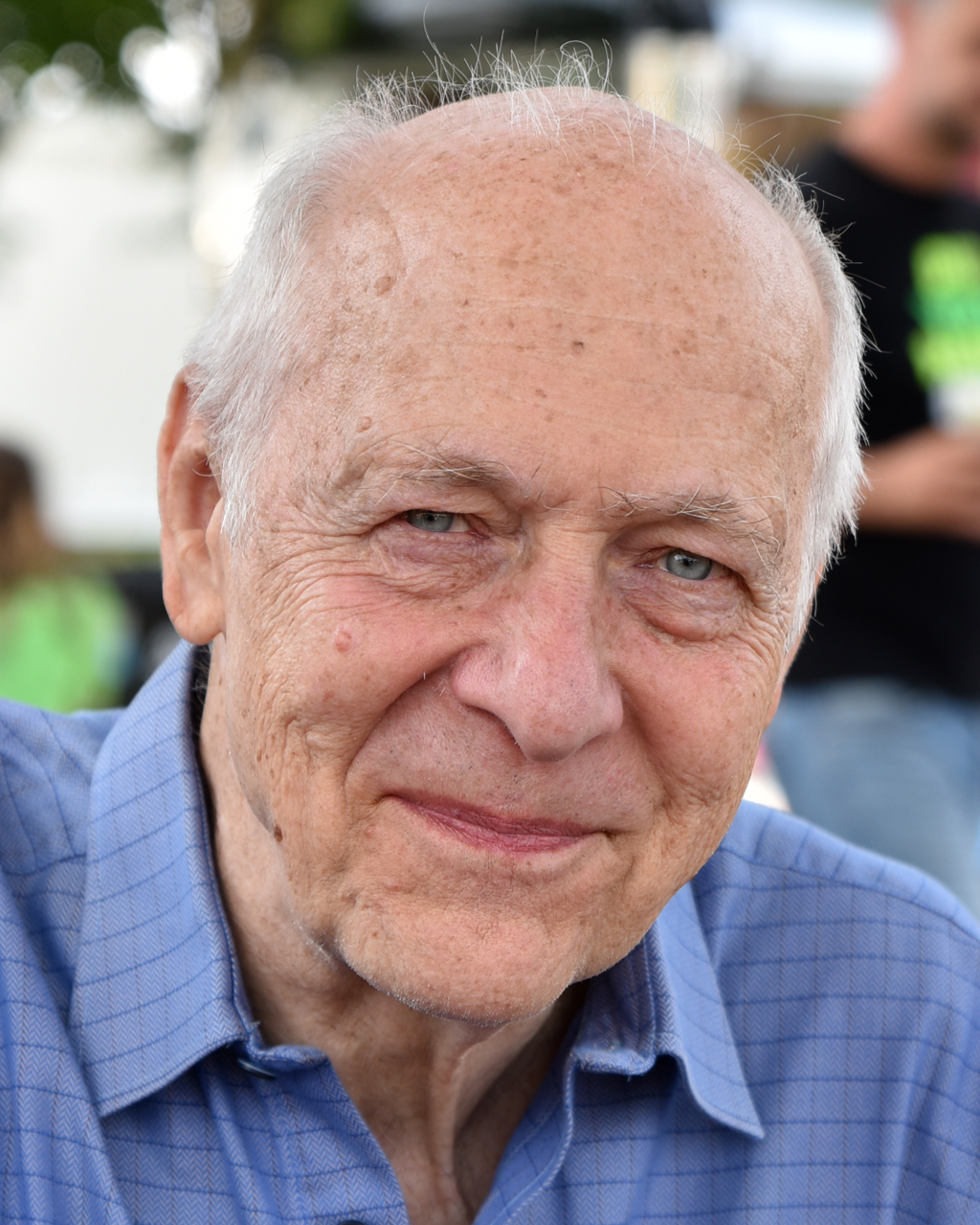
Jacques Rupnik (2024)

Jacques Rupnik (* 21. November 1950 in Prag) ist ein französischer Politologe und Historiker mit Schwerpunkt Ost- und Mitteleuropa.

## Leben und Werk
Rupnik lebte bis zu seinem 15. Lebensjahr in Prag. Er studierte Geschichte und Politologie an der Universität Sorbonne in Paris  und an der Harvard University in Cambridge, Mass., wo er auch ein Jahr Vorlesungen hielt. Nach 1977 begann er eine Zusammenarbeit mit Pavel Tigrid und der Zeitschrift Svědectví.
Rupnik arbeitet am Institut d’études politiques de Paris und ist Forschungsdirektor am Centre d´études et de recherches internationales. Von 1990 bis 1992 war er Berater des tschechoslowakischen Staatspräsidenten Václav Havel; 1999–2000 war er Mitglied der Unabhängigen Internationalen Kosovo-Kommission. Von 2007 bis 2010 beriet er die Europäische Kommission. Rupnik forscht zur europäischen Integration und den Demokratisierungsprozessen Mitteleuropas, zu Konstruktionen nationaler Identität sowie zum Balkan. Er publiziert regelmäßig politische Analysen zum Europa nach dem Zusammenbruch des Kommunismus und dem Fall des Eisernen Vorhangs 1989 sowie zur europäischen Demokratie unter anderem in dr Revue Transit.
Präsident Donald Trump beende laut Rupnik mit dem Schwenk nach Russland und der Absicht eines Deals mit Russland eine 75-Jährige Ära für Europa. Dieses sei aus seinem eigenen Sicherheitsinteresse mit den USA mitgegangen bis Irak und bis Afghanistan. Das wertvollste Gut der Allianz sei 2025 zerbrochen, das Vertrauen.

## Veröffentlichungen
- L'Europe des vingt-cinq : 25 cartes pour un jeu complexe (avec Christian Lequesne), Paris, Autrement, 2004 (nouvelle ed. 2005)
- Les Européens face à l'élargissement : perceptions, acteurs, enjeux, Paris, Presses de Sciences Po, 2004
- Balkan Diary, Pristina, KACI, 2004
- The Road to the European Union : The Czech and Slovak Republics, (avec Jan Zielonka, dir.), Manchester, Manchester University Press, 2003
- Le printemps tchécoslovaque, (dir.), (préfacé par Vaclav Havel), Bruxelles, Complexe, 1999
- Les Balkans, paysage après la bataille, (dir.), Bruxelles, Complexe, 1996
- L'autre Europe, crise et fin du communisme Paris, Odile Jacob / Points Seuil, 1993
- De Sarajevo à Sarajevo : l'échec yougoslave, (dir.), Bruxelles, Complexe, 1992
- The Other Europe, London, Weidenfeld and Nicolson, 1988
- Histoire du parti communiste tchécoslovaque, Paris, Presses de la Fondation nationale des sciences politiques, 1981, (tschechische Ausgabe: Academia, Prag 2002)

Veröffentlichungen auf Deutsch
- Dreißig Jahre nach 1989 – die liberale Demokratie und ihre Feinde. In: Lettre International 125, Sommer 2019, S. 7–16. ISSN 0945-5167
- Illiberale Demokratie – Das europäische Dilemma und das Ende des liberalen Zyklus. In: Lettre International 114, Herbst 2016, S. 11–15. ISSN 0945-5167
- 1989 als Weltereignis – Die große Transformation in Europa und die Globalisierung. In: Lettre International 104, Frühjahr 2014, S. 15–21. ISSN 0945-5167
- Der Totalitarismus aus der Sicht des Ostens, Nomos, Baden-Baden 1996